# ’88 MBC 서울국제가요제
《'88 MBC 서울국제가요제》는 1988년 대한민국에서 치러진 가요제이다. 이전의 《서울국제가요제》 행사와는 달리, 참가자들의 경연방식이 아닌 1988년 서울올림픽 공식 문화행사의 하나로 각국의 유명 가수들을 초청하여 그들의 히트곡으로 공연을 벌이는 축제 형식으로 치러진 공연이다. 미국 NBC와 일본 NHK를 통해 위성 중계되었다. 10개국 14개팀이 참가하였으며, 별도의 관련 음반은 제작되지 않았다.
한편 경연형식의 국제가요제는 1986년을 끝으로 폐지되었고, 서울올림픽 개막을 기념하는 국제 규모 공연에 《서울국제가요제》라는 이름을 사용하였다.

## 개요
- 개최 일시 : 1988년 9월 10 ~ 11일 (2일간)
- 개최 장소 : 세종문화회관 대강당
- 사회자 : 차인태, 이미영

## 참가 가수 명단
- 아이린 카라 (미국)[2]
- 스가와라 요이치 (일본)
- 패티김 (한국)
- 미레유 마티외 (프랑스)
- 그룹 제트 (미국)
- 피아 자도라 (미국)
- 조영남 (한국)
- 나나 무스쿠리 (그리스)
- 로라 브래니건 (미국)
- 리우 수오라 (중국)
- 윤복희 (한국)
- 레슬리 만도키 (서독) & 에바 썬 (헝가리) 부부
- 조용필 (한국)
- 잉글버트 험퍼딩크 (영국)
- 이바 자니키 (이탈리아) - 출연 계약후 불참

## 같이 보기
- MBC 서울국제가요제

## 관련 기사
- 1988년 9월 9일 경향신문 관련기사